# Charlottenberg (Suède)
Pour les articles homonymes, voir Charlottenberg.

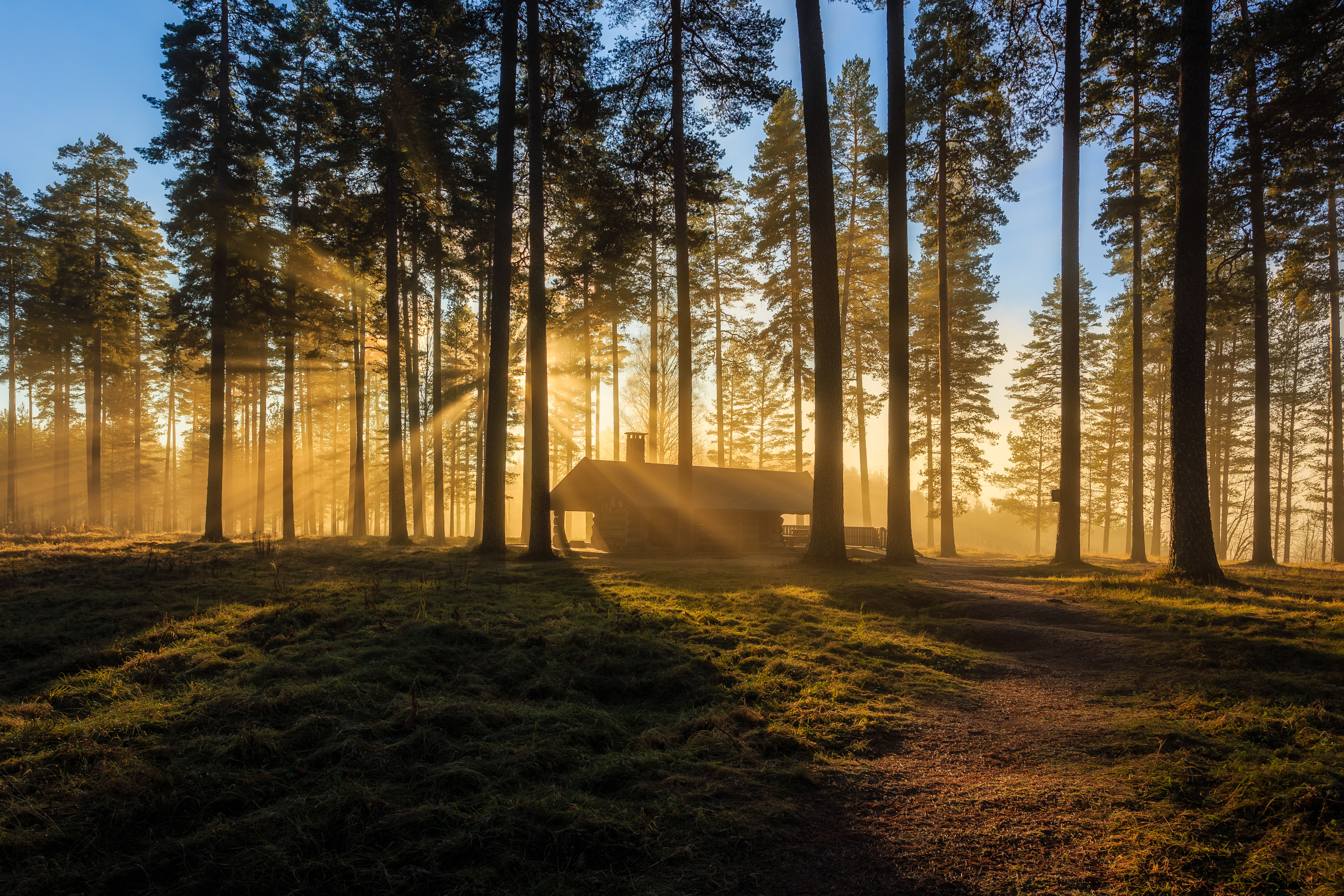
Dans la réserve naturelle de Tallmon, à Charlottenberg.

Charlottenberg est un village suédois faisant partie de la commune d'Eda dans la région du Värmland. Le village comptait 2 048 habitants en 2005.
Charlottenberg se situe sur la frontière suédo-norvégienne, le village est un des passages ferroviaires entre les deux pays.
La ville se trouve sur la route nationale 61, qui devient la route nationale 2 à la frontière.